# マッシモ・プラデッラ
マッシモ・プラデッラ（Massimo Pradella, 1925年12月5日 - 2021年10月23日）は、イタリア出身の指揮者。
アンコーナの出身。叔父と母から音楽の手ほどきを受け、ローマ聖チェチーチア音楽院でレミー・プリンチペにヴァイオリン、カルロ・ゼッキにピアノ、ゴッフレド・ペトラッシに作曲を学んだ。1954年にローマで指揮者としてデビューを果たし、1959年から1963年までミラノ・イタリア放送交響楽団の首席指揮者の座をニーノ・サンツォーニョと共同で務めた。その後もイタリア放送のオーケストラに客演して良好な関係を続けた。